# أرلين ريفن
أرلين ريفن (بالإنجليزية: Arlene Raven)‏ هي أمينة متحف وصحفية ومؤرخة أمريكية، ولدت في 12 يوليو 1944 في بالتيمور في الولايات المتحدة، وتوفيت في 1 أغسطس 2006 في بروكلين في الولايات المتحدة بسبب سرطان الكلية.